# Bongandanga
Bongandanga är en ort i Kongo-Kinshasa, huvudort i territoriet med samma namn. Den ligger i provinsen Mongala, i den nordvästra delen av landet, 900 km nordost om huvudstaden Kinshasa.